# 15. lipnja
15. lipnja (15. 6.) 166. je dan godine po gregorijanskom kalendaru (167. u prijestupnoj godini).
Do kraja godine ima još 199 dana.

## Događaji
- 1215. – Ivan bez Zemlje, engleski kralj, potpisao Veliku povelju slobode (Magna charta libertatum)
- 1219. – Danci "dobili" Dannebrog, najstariju državnu zastavu
- 1409. – Dvostrukim raskolom Katolička Crkva dobila je u Pisi trećeg papu, osim onih u Rimu i Avignonu.
- 1924. – Indijanci postali građani SAD-a
- 1954. – Utemeljena krovna europska nogometna organizacija, UEFA
- 1977. – Održani prvi demokratski izbori u Španjolskoj nakon Francove smrti
- 1999. – Izrael i Vatikan uspostavili pune dipolmatske odnose
- 2005. – U promet puštena zapadna cijev tunela Mala Kapela na hrvatskoj autocesti - A1 (Zagreb-Split).
- 2008. – Na snagu je stupio novi Kosovski ustav nakon što ga je Kosovski predsjednik Fatmir Sejdiu službeno inaugurirao na svečanoj akademiji u Prištini. Već je 9. travnja 2008. ovaj ustav usvojen na sjednici Kosovske Skupštine uz odluku da na snagu stupa ovog datuma.

| - 1843. – Edvard Grieg, norveški skladatelj, pijanist i dirigent († 1907.) - 1900. – Otto Luening, njemačko-američki skladatelj i dirigent († 1996.) - 1906. – Léon Degrelle, belgisjki odvjetnik i fašistički političar († 1994.) - 1914. – Juri Vladimirovič Andropov, ruski političar, predsjednik SSSR-a († 1984.) - 1916. – Herbert A. Simon, američki znanstvenik († 2001.) - 1942. – Silvije Degen, hrvatski odvjetnik - 1953. – Meri Cetinić, hrvatska pjevačica - 1964. – Michael Laudrup, danski nogometaš - 1964. – Courteney Cox, američka glumica i bivši model - 1970. – Leah Remini, američka glumica - 1986. – Stjepan Hauser, hrvatski violončelist - 1992. – Mohamed Salah, egipatski nogometaš | - 1341. – Andronik III. Paleolog, bizantski car (* 1296.) - 1386. – Ivan VI. Kantakuzen, bizantski car (* 1293.) - 1389. – Knez Lazar, srpski vladar (* 1329.) - 1389. – Murat I., osmanski sultan (* o. 1320.) - 1521. – Toma Bakač, kardinal, upravitelj Zagrebačke biskupije (* 1435.) - 1573. – Antun Vrančić, crkveni prelat, diplomat i pisac (* 1504.) - 1773. – Louis-Claude Daquin, francuski skladatelj (* 1694.) - 1849. – James Knox Polk, američki predsjednik (* 1795.) - 1881. – Franjo Krežma, hrvatski skladatelj (* 1862.) - 1889. – Mihai Eminescu, rumunjski pjesnik (* 1850.) - 1917. – Olaf Kristian Birkeland, norveški fizičar (* 1867.) - 1925., Richard Teichmann, njemački šahovski majstor (* 1868.) - 1931. – Albertina Berkenbrock, brazilska mučenica (* 1919.) - 1996. – Ella Fitzgerald, američka pjevačica jazz glazbe (* 1918.) - 2019. – Franco Zeffirelli, talijanski redatelj (* 1923.) |

## Blagdani i spomendani
- Dan grada Rijeke
- Dan grada Vrbovca
- Vidovo